# Nərimankənd (Sabirabad)
Nərimankənd è un comune dell'Azerbaigian situato nel distretto di Sabirabad.